# Rittersberg (Haardt)
Der Rittersberg ist ein 531,8 m ü. NHN hoher Berg innerhalb der Haardt, wie der Ostrand des Pfälzerwaldes genannt wird.

## Geographie

### Lage
Der Rittersberg bildet den Südostausläufer der Hohen Loog, deren Gipfelbereich einige Kilometer nordwestlich liegt und befindet sich innerhalb der Waldgemarkung von Hambach an der Weinstraße. Südöstlich erstreckt sich der Schlossberg (379,2 m) mit dem Hambacher Schloss, südlich der Sommerberg (501,9 m), nördlich der Bergstein  (etwa 481,3 m) und östlich der Heidelberg (313,4 m).

### Naturräumliche Zuordnung
1. Großregion 1. Ordnung: Schichtstufenland beiderseits des Oberrheingrabens
2. Großregion 2. Ordnung: Pfälzisch-saarländisches Schichtstufenland
3. Großregion 3. Ordnung: Pfälzerwald
4. Region 4. Ordnung (Haupteinheit): Mittlerer Pfälzerwald
5. Region 5. Ordnung: Haardt

## Geschichte
Ab dem Mittelalter war der Berg Bestandteil des sogenannten Haagwald. Während dieser Zeit war sein Gebiet in die Abteilungen Rittersberg A, die insgesamt 30 Hektar umfasste und Rittersberg B mit 40 Hektar aufgeteilt. Bis in die Gegenwart zeugen die Grenzsteine 23 bis 27 aus dieser Zeit. Um 1822 wurde das Gebiet dem Gemeindewald Hambach zugeschlagen. Bis 1969 befand sich der Berg auf Gemarkung des damals selbständigen Hambach an der Weinstraße, ehe dieses 1969 nach Neustadt eingemeindet wurde.

## Wanderwege
Der vollständig bewaldete Gipfel des Berges ist über Wanderpfade nicht erschlossen. Am Osthang befindet sich am Sühnekreuz (483,3 m) ein Aussichtspunkt in die Rheinebene. Über den Rittersberg verlaufen unter anderem der Prädikatswanderweg Pfälzer Weinsteig und der Themenwanderweg Pfälzer Keschdeweg. Entlang seines Osthanges führt außerdem ein weiterer Weg, der mit einem roten Balken markiert ist; er verläuft von Neuleiningen bis nach Siebeldingen.

## Bauwerke
Unterhalb des Gipfels befindet sich das sogenannte Sühnekreuz. Es wurde 1947, zwei Jahre nach dem Zweiten Weltkrieg als Mahnmal für Frieden und Versöhnung in 483 m Höhe am Osthang des Berges errichtet. Initiator der Errichtung war der frühere Speyerer Domvikar Joseph Schwartz (1907–1978). Die Einweihung erfolgte symbolisch am 20. April 1947 in einer Prozession von der Jakobuskirche in Hambach mit etwa 800 Teilnehmern, um sich von dem im Nationalsozialismus gefeierten Hitlergeburtstag abzusetzen. Nachdem das Kreuz 1980 bei einem Unwetter umgestürzt war, wurde im Jahr 1981 ein neues Kreuz errichtet. Vom Standort bietet sich ein hervorragender Ausblick in die Rheinebene.